# Макарино (Псковский район)
Макарино — деревня в Логозовской волости Псковского района Псковской области России.
Расположено в 11 км к западу от Пскова и в 6 км к северо-западу от Неёлово. Примыкает к северу деревни Дуброво.
| 2001 | 2002 | 2010 | 2012 |
| ---- | ---- | ---- | ---- |
| 47   | ↗55  | ↘50  | ↘35  |